# Пересліп (заповідне урочище)
Пере́сліп — заповідне урочище в Україні. Розташоване на території Ворохтянської селищної громади Надвірнянського району Івано-Франківської області, на південний схід від села Татарів.
Площа 13,8 га. Статус отриманий у 1988 році рішенням Івано-Франківського облвиконкому. Перебуває у віданні ДП «Делятинський лісгосп» (Поляницьке л-во, кв. 16, вид. 7, 8, 10, 17, 19).